# غريزة

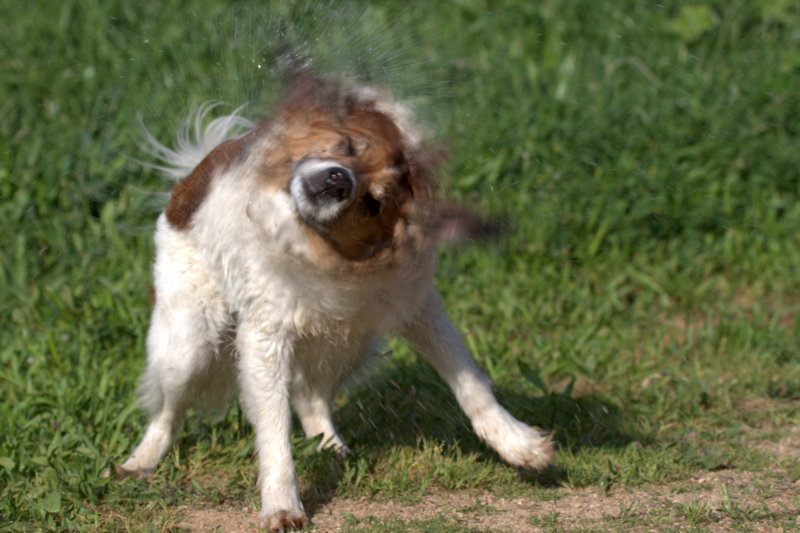
تصرف غريزي بطرد المياه من الفراء المبتلة

الغريزة هي الجزء الأكبر للسلوك الوراثي وهي تمثل النزعة السلوكية والآليات الفسيولوجية للحيوانات العليا.
توجد الغريزة في أشكال مختلفة ويقع مجال دراستها في عدة علوم كالبيولوجيا الحيوانية وعلم النفس وطب النفس والأنثروبولوجيا وعلم الإنسان وعلم الاجتماع والفلسفة.
ويعرفها البعض بأنها الطبيعة التي تقابل الثقافة.
يعدّ أي سلوك غريزي يُسلك دون وجود خبرة سابقة (دون تعلم) تعبيرًا عن عوامل بيولوجية فطرية: تتحرك السلاحف البحرية التي تفقس حديثًا على الشاطئ غريزيًا نحو المحيط، كما يصعد الجرابيّ إلى جيب أمه عند ولادته مباشرة. يتواصل نحل العسل بالرقص في اتجاه مصدر الغذاء دون تعليمات موجِّهة. تشمل الأمثلة الأخرى قتال الحيوانات، وسلوك التودد عند الحيوانات، واستجابات الهروب الذاتية، وبناء الأعشاش. يمكن أن تؤثر التجربة على الأداء الغريزي، رغم تعريف الغريزة بخصائصها الفطرية الثابتة، إذ يستطيع الكلب مثلًا أن يحسن مهارات الاستماع لديه من خلال التدريب.
تعدّ الغرائز أنماط سلوكية فطرية معقدة، يتمتع بها معظم أعضاء الأنواع، وينبغي تمييزها عن المنعكسات، التي تمثل ردود فعل بسيطة من كائن حي تجاه محفز معين، مثل تقلص حدقة العين استجابة للضوء الساطع، أو الحركة التشنجية للساق السفلية عند النقر على الركبة.
ينبغي عدم الخلط بين غياب القدرة الإرادية وعدم القدرة على تعديل أنماط العمل الثابتة. قد يتمكن الناس مثلًا من تعديل نمط عمل ثابت مُحفَز من خلال التعرف بوعي على نقطة تنشيطه والتوقف ببساطة عن القيام بذلك، بينما قد لا تستطيع الحيوانات التي ليس لديها قدرة إرادية قوية بما فيه الكفاية الانسحاب من أنماط عملها الثابتة، بمجرد تنشيطها.
دُرس السلوك الغريزي عند البشر، وعُدّ موضوع مثير للجدل.

## خلفية تاريخية

### في علم الأحياء الحيواني
نظر عالم الحشرات جان هنري فابر (1823-1915)، إلى الغريزة بوصفها أيّ سلوك لا يتطلب المعرفة أو الوعي لأدائه. شكلت دراسته المكثفة للحشرات مصدر إلهامه، وعدّ بعض سلوكياتها- بشكل خاطئ- ثابتة وغير خاضعة للتأثير البيئي.
باتت الغريزة غير مفضلة كمفهوم خلال عشرينيات القرن العشرين، مع ظهور السلوكية ومفكرين مثل بورهوس فريدريك سكينر. ظهر الاهتمام بالسلوكيات الفطرية مرة أخرى في خمسينيات القرن العشرين مع كونراد لورنز ونيكولاس تينبرغن، اللذين ميزا بين السلوكيات الغريزية والمتعلمة، واللذين ندين لهما بالكثير بفهمنا الحديث للسلوك الغريزي عند الحيوانات. تعد الفترة التي يتعلم بها الطائر هوية أمه فترة حساسة. اعتاد كونراد لورنز ارتداء حذاء بطابع الإوز، وتبع الإوز كل من لبس الحذاء. اقتُرح أن التعرف على هوية أم الإوز مُتعلَم، ولكن سلوك الإوز تجاه ما كان متوقعًا من أن ينبع من والدتهم كان غريزيًا.

### في علم النفس
استُخدم مصطلح «الغريزة» في علم النفس لأول مرة في سبعينيات القرن التاسع عشر بواسطة فيلهلم فونت. عُدّ السلوك المتكرر غريزيًا بحلول نهاية القرن التاسع عشر. دوّن أحد الباحثين في دراسة استقصائية للمنشورات المتعلقة في ذلك الوقت، 4000 «غريزة» بشرية، بعد أن استخدم هذا التصنيف على أي سلوك متكرر. اعُترف بمفهوم «اتحاد الغريزة والعاطفة» في أوائل القرن العشرين. أكد ويليام ماكدوغال ارتباط العديد من الغرائز بمشاعر محددة. قلّ اعتماد الغريزة تفسيرًا للسلوك البشري، مع ازدياد دقة الأبحاث وتعريف المصطلحات بشكل أفضل. جادل ماكدوغال عام 1932 بأن كلمة «غريزة» أكثر ملاءمة لوصف سلوك الحيوان، بينما أوصى بكلمة «ميل» للتركيبات الموجهة الهادفة للعديد من القدرات البشرية الفطرية، والتي ترتبط بشكل فضفاض ومتغير، بطريقة تظهر لدونة قوية.
قُيّد استعمال مصطلح «غريزة» في مؤتمر عام 1960، والذي ترأسه الرائد في علم النفس المقارن فرانك بيتش، وبحضور شخصيات بارزة في المجال. بقيت الكتب المرجعية خلال ستينيات وسبعينيات القرن العشرين محتوية على بعض المناقشات حول الغرائز في إشارة إلى السلوك البشري. كشفت دراسة استقصائية لأفضل 12 كتاب مبيعًا في علم النفس التمهيدي بحلول عام 2000، عن إشارة واحدة فقط إلى الغرائز، وذلك فيما يتعلق بإحالة سيغموند فرويد إلى غرائز «الهو». يبدو أن مصطلح «غريزة» قد عفا عليه الزمن بالنسبة للكتب المرجعية التمهيدية في علم النفس البشري.
دعا سيغموند فرويد الصور الذهنية للاحتياجات الجسدية، التي يُعبر عنها في شكل رغبات، غرائزًا.
جادل عالم النفس أبراهام ماسلو في خمسينيات القرن العشرين بأن البشر لم يعد لديهم غرائز لأننا بتنا نملك القدرة على تجاوزها في مواقف معينة. شعر أن ما يسمى بالغريزة تُعرّف غالبًا بشكل غير دقيق، وترقى حقيقةً إلى دوافع قوية. لا يمكن التغاضي عن الغرائز بالنسبة لماسلو، لذا ما كان ينطبق على البشر في الماضي، لم يعد كذلك الآن.
اختار كتاب الغريزة: مشكلة مستمرة في علم النفس (1961)، مجموعة من الكتابات حول هذا الموضوع.
كتب عالم النفس ريتشارد هيرنشتاين في بحث كلاسيكي نشر عام 1972: «تُظهر مقارنة بين نظرية ماكدوغال عن الغريزة ونظرية سكينر التعزيزية- التي تمثل الطبيعة والتنشئة- أوجه تشابه ملحوظة، وغير معترف بها إلى حد كبير، بين الجوانب المتنافسة في خلاف الطبيعة والتنشئة، كما هو مطبق في تحليل السلوك».
اقترح إف بي ماندال مجموعة من المعايير التي يمكن من خلالها اعتبار السلوك غريزيًا: أ) أن يكون تلقائيًا، ب) ألّا يُقاوم، ج) يحدث في مرحلة ما من النماء، د) يتفعّل بحدث ما في البيئة، هـ) يحدث عند كل فرد من أفراد النوع، و) غير قابل للتعديل، ز) يتحكم في السلوك الذي لا يحتاج الكائن الحي إلى تدريب عليه (على الرغم من أن الكائن الحي قد يستفيد من التجربة، ويكون السلوك في هذه الحالة قابلًا للتعديل).
لاحظت أماندا سبينك في كتاب السلوك تجاه المعلومات: غريزة تطورية (2010، صفحة 35-42) أن «الغريزة في العلوم السلوكية حاليًا، تُفهم عمومًا على أنها الجزء الفطري من السلوك الذي يظهر دون أي تدريب أو تعليم عند البشر». تدّعي أن وجهة النظر القائلة بأن السلوك تجاه المعلومات له أساس غريزي، مستندة إلى أحدث الأفكار حول السلوك البشري. أشارت أيضًا إلى أن «السلوكيات مثل التعاون، والسلوك الجنسي، وتربية الأطفال، والجماليات، آليات نفسية متطورة بأساس غريزي». أضافت سبينك أن ستيفن بينكر أكد بالمثل أن اكتساب اللغة غريزيّ عند البشر في كتابه الغريزة اللغوية (1994). كتب ويليام ماكدوغال في عام 1908 عن «غريزة الفضول» وما يرتبط بها من «شعور التعجب» رغم أن كتاب سبينك لم يذكر ذلك.
فحص إم إس بلومبرغ عام 2017 كيفية استخدام كلمة غريزة، واكتشف اختلافات جوهرية.